# Lacey Evans
Macey Estrella-Kadlec z domu Evans (ur. 24 marca 1990 w Paris Island) – amerykańska wrestlerka lepiej znana pod pseudonimem ringowym Lacey Evans.

## Życiorys
Urodziła się 24 marca 1990 roku jako Macey Evans. W wieku 19 lat zaczęła trening wojskowy. Służyła w żandarmerii United States Marine Corps. W wieku 22 lat ukończyła studia z tytułem Bachelor’s degree i zaczęła pracę w przemyśle budowlanym i na rynku inwestycyjnym.
12 sierpnia 2016 federacja wrestlingu WWE ogłosiła, że Macey Estrella i 9 innych wrestlerów zaczęło trening dla firmy. Debiutowała jako wrestlerka w programie WWE NXT z 20 października w Battle Royal wygranym przez Ember Moon.
W 2017 roku zaczęła się posługiwać pseudonimem Lacey Evans. Z czasem wypracowała swój charakterystyczny ruch wykańczający, który nazywa The Women's Right (z ang. Prawa kobiet).
W 2019 roku debiutowała w programie WWE Raw.
15 sierpnia 2023 media odnotowały, że zamieściła na Instagramie informację o odejściu z WWE. Wkrótce przyznała, że sama poprosiła o rozwiązanie kontraktu.

## Życie prywatne
24 grudnia 2004 poślubiła Alfonso Estrella-Kadlec i zmieniła nazwisko na Estrella. Z czasem zaczęła się posługiwać pełnym podwójnym nazwiskiem męża. Razem mają dwie córki. Pierwsza z nich, Summer, urodziła się w 2012 lub 2013 roku, a druga 16 października 2021.